# Птухин, Евгений Саввич
Евгений Саввич Птухин (1902—1942) — участник гражданских войн в России и Испании, советско-финской и Великой Отечественной войн, генерал-лейтенант авиации, Герой Советского Союза (21.03.1940).

## Биография
В некоторых источниках год рождения указывается как 1900. Это неверно, и, вероятно связано с тем, что пятнадцатилетний Е. С. Птухин, записываясь добровольцем в Красную Армию, был вынужден прибавить два года к своему возрасту.
С 1918 года в рядах Красной Армии. Работает механиком в авиаотряде, в его составе участвует в Гражданской войне. В этом же году принят в ряды РКП(б)/ВКП(б).
Прошёл путь от рядового лётчика-истребителя до командующего ВВС Ленинградского (март 1938), а затем Киевского округов (июнь 1940).
В 1922 году окончил школу мотористов, в 1929 году — военную авиационную школу и в 1939 году — курсы усовершенствования командного состава при Военной академии Генерального штаба РККА.
28 ноября 1935 года Е. С. Птухину было присвоено воинское звание комбриг.
В 1937 году — командир 142-й истребительной авиабригады Белорусского военного округа.
Под псевдонимом «генерал Хосе (Хозе)» участвовал в Гражданской войне в Испании (командировка длилась с 15 мая 1937 года по 25 февраля 1938 года).
Начал воевать в качестве командира истребительной группы, затем командующий истребительной авиацией, старший советник командующего ВВС Игнасио Идальго де Сиснероса. Ему также было присвоено звание генерала ВВС Испании.
Вместе с тем принимает личное участие в боях:
…Птухин участвовал в десятках боев с немецкими и итальянскими лётчиками. На его счету несколько сбитых самолётов противника — как личных побед, так и в составе группы.
Один из разработчиков плана удара по аэродрому франкистской авиации Гарапинильос (в 10 км от города Сарагоса), который был успешно осуществлён 15 октября 1937 года с большими потерями для противника. Новшеством в тактике удара было то, что это был первый массированный налёт истребителей на аэродром противника. Применение истребителей объяснялось не отсутствием бомбардировщиков, которые также косвенно принимали участие в этой операции: наносили отвлекающий удар по второстепенным объектам. Позднее данная тактика истребительной авиации получила широкое распространение в других военных конфликтах.
С 1938 года — командующий ВВС Ленинградского военного округа. 7 октября 1938 года утверждён членом Военного совета при народном комиссаре обороны СССР. В качестве начальника ВВС Северо-Западного фронта участвовал в Зимней войне.
В январе 1941 года был назначен начальником Главного управления ПВО РККА.
Весной 1941 года назначен командующим ВВС Киевского особого военного округа.
Совместно с начальником штаба генерал-майором Н. А. Ласкиным, несмотря на недостаток средств и материалов, проявил большое внимание строительству укрытий для самолётов на аэродромах, новых посадочных площадок и реконструкции старых, лично контролировал работы по маскировке и рассредоточению самолётов, проверял боевую готовность частей. Благодаря его действиям в Киевском военном округе самолёты располагались менее скученно, чем в Западном особом военном округе.
Хочется сказать доброе слово и о командующем военно-воздушными силами округа генерале Е. С. Птухине, который был блестящим лётчиком и командиром, преданным сыном нашей партии и отзывчивым товарищем. К сожалению, он, как и многие, стал жертвой клеветы и трагически погиб в 1941 году.
20 июня 1941 года, накануне войны, Птухин был снят с должности приказом Главного Военного совета ВВС с формулировкой «за высокий уровень аварийности в авиационных дивизиях округа». Однако в связи с перебазированием из Киева в Тернополь Евгений Саввич не узнал о своём освобождении от служебных обязанностей. Вверенные ему части остались без командующего и не были приведены в состояние боевой готовности. 24 июня Птухин был повторно снят с должности.
27 июня 1941 года был арестован и отправлен в Бутырскую тюрьму.

Осуждён решением Особого совещания при НКВД. В обвинении значилось: 
Уличается показаниями Смушкевича, Чернобровкина, Юсупова, Иванова и очной ставкой с ним, как участник антисоветского военного заговора. Дал показания, что с 1935 года являлся участником антисоветского военного заговора, куда был завербован Уборевичем, но от данных показаний отказался, признав, что преступно руководил вверенными ему войсками.
В книге А. И. Солженицына «Архипелаг ГУЛАГ» , Е. С. Птухин произнёс фразу: «Если бы я знал — я бы сперва по Отцу Родному отбомбился, а потом бы сел».
23 февраля 1942 года, в «День Красной армии», расстрелян в Саратове по обвинению в участии в антисоветском военном заговоре.
6 октября 1954 года полностью реабилитирован Военной коллегией Верховного Суда СССР за отсутствием состава преступления. 22 мая 1965 ему были возвращены военные награды.

## Воинские звания
- Комбриг — 28.11.1935[13]
- Комкор — 22.02.1938[14], минуя звание комдива
- Генерал-лейтенант авиации — 04.06.1940[15]

## Награды
- Звание Герой Советского Союза (21.03.1940)
- два Орден Ленина (22.10.1937, 21.03.1940)
- Орден Красного Знамени (08.03.1938)
- Орден Красной Звезды (25.05.1936)
- Медаль «XX лет Рабоче-Крестьянской Красной армии» (22.02.1938)